# Betsiboka
Betsiboka és una regió de Madagascar que limita al nord amb la regió de Boeny, al nord-est amb la regió de Sofia, amb Alaotra-Mangoro a l'est, Analamanga i Bongolava al sud i Melaky a l'oest. La seva capital és Maevatanana. Fins a l'any 2009 va pertànyer a la província de Mahajanga. La població s'estimava l'any 2004 en 236.500 habitants en una àrea de 30.025 quilòmetres quadrats, representant una de les regions menys densament poblades de l'illa.
La regió es divideix en tres districtes, que estan alhora subdividits en 36 comunes.
- Districte de Kandreho
- Districte de Maevatanana
- Districte de Tsaratanana